# Dark Rain Thom
Dark Rain Thom és una cap de clan shawnee resident a Bloomington (Indiana), que està casada amb James Alexander Thom, i és una gran activista a favor de la cultura índia. Ha escrit The Shawnee: Kohkumthena's grandchildren (1994) i amb el seu marit el bestseller Warrior Woman (1998).